# I klädloge och på scen
I klädloge och på scen är en svensk film från 1908. 

## Om filmen
Filmen premiärvisades 11 november 1908 på biografen Blanch's i Stockholm. Filmen spelades in på Centralbadets tak med exteriörer från Hagaparken  i Stockholm av Otto Bökman. Filmen ackompanjerades vid uruppförandet av grammofonmusik från Edmund Eyslers operett Skytte-Lisa. Operetten uruppfördes på Oscarsteatern i Stockholm hösten 1907 med Inga Berentz och Axel Ringvall i de ledande rollerna.

## Roller i urval
- Inga Berentz - Skytte-Lisa
- Axel Ringvall - Hippolyt